# La Neuve-Grange
La Neuve-Grange é uma comuna francesa na região administrativa da Normandia, no departamento de Eure. Estende-se por uma área de 5,06 km². Em 2010 a comuna tinha 334 habitantes (densidade: 66 hab./km²).